# 春日みゆき
春日 みゆき（かすが みゆき、1983年3月8日 - ）は、日本の元AV女優。
東京都出身。血液型:B型。身長:161cm。スリーサイズ:B86(D)・W58・H86。趣味は読書、料理。特技は縄跳び、ピアノ。

## 略歴
2002年2月に『メタモルフォーゼ 私のエッチ。』でAVデビュー。
2003年頃に引退。

## 出演作品

### アダルトビデオ
2002年
- 生生 AV現場裏ドキュメント（2月23日、h.m.p）…オムニバス作品
- メタモルフォーゼ 私のエッチ。（2月27日、h.m.p）※デビュー作
- 桃乳姫（3月27日、h.m.p）
- エッチなエッチ（4月30日、h.m.p）
- アナザーエクスタシー 不思議な感触（5月1日、h.m.p）
- 濡れたまま…（5月23日、h.m.p）
- The Artist（7月21日、h.m.p）
- 狙われたレースクイーン 犯された華麗なくい込み（7月24日、h.m.p）
- 恥ずかしいコトして!（8月31日、マルクス兄弟）
- 堕天使 X（9月15日、メディアステーション）
- 恋する唇口（10月8日、TMA）
- 痴女計画（10月18日、KUKI）
- 義姉の生下着 14（11月25日、KUKI）
- 堕天使 X PLUS（12月12日、メディアステーション）
- ヨクミテコイテ3（12月15日、MOODYZ）

2003年
- EROSTY DOLL（1月22日、MOODYZ）
- The IDoll（1月24日、KUKI）
- Angel（2月8日、アイデアポケット）
- ビージーン 18（3月7日、桃太郎映像出版）
- 狂った美脚（4月4日、ワープエンタテインメント）
- 女優拘束マニア 11（5月1日、ワンズファクトリー）
- [新]アナタのオナニーたすけてアゲル♥（5月3日、ワープエンタテインメント）
- 女子大生はキャバクラ嬢（5月26日、桃太郎映像出版）
- 淫天使（6月1日、マルクス兄弟）
- 垂涎の美脚クイーン 3（6月5日、ディープス）
- 悪女宣言（7月1日、ワンズファクトリー）
- デジモでヌイて♥（8月3日、SODクリエイト）
- 駅前留学（8月7日、ドリームチケット）
- Wild Thing! 9（8月8日、桃太郎映像出版）
- [A級]単体生撮り スカウティングレポート（8月16日、SODクリエイト）…オムニバス作品
- ボンテージガレージ vol.1 着衣編 春日みゆき 其の壱 完全版（8月29日、大洋図書）
- ボンテージガレージ vol.2 ランジェリー編 春日みゆき 其の弐 完全版（8月29日、大洋図書）
- 美脚女医・淫獣病棟（9月5日、SODクリエイト）
- 美脚革命（9月5日、ナチュラルハイ）
- コスプレックス 5（9月5日、桃太郎映像出版）
- 裸族 Vol.7（9月30日、アルファーインターナショナル）
- Full Volume!（10月10日、ビデオバンク）…総集編
- GO!GO!マグロ君（11月6日、ナチュラルハイ）…オムニバス作品
- STAR BOX VOL.33（11月19日、ワープエンタテインメント）…総集編
- 春日みゆき 完全版（12月1日、ワンズファクトリー）…総集編

2004年
- バニー倶楽部（5月14日、桃太郎映像出版）…オムニバス作品

2005年
- ひとりエッチ プラス（1月21日、桃太郎映像出版）…オムニバス作品